# علي الأول سلطان المالديف
السلطان علي كلامينجا سيري دهامّارو ناجا مها رادون (بالديفيهي: އައްސުލްޠާން ޢަލީ ކަލަމިންޖާ އެއްވަނަ ސިރީ ދަންމަރުނާޖަ މަހާރަދުން) كان سلطان جزر المالديف من 1185 إلى 1193. وكان نجل ريخيهيرياي مافا كيليج (ديفيهي: ރެކެހިރިޔާ މާވާކިލެގެ). السلطان علي الأول خلفه السلطان ضحيني.
| سبقه Muthey | سلطان المالديف 1185–1193 | تبعه Dhinei |